# Voltaire (Schiff, 1923)
Die Voltaire (II) war ein 1923 in Dienst gestelltes Passagierschiff der britischen Reederei Lamport & Holt, das im Passagier- und Postverkehr von Großbritannien nach New York und Südamerika eingesetzt wurde. Während des Zweiten Weltkriegs diente das Schiff als HMS Voltaire (F47) als alliierter Hilfskreuzer (Armed Merchant Cruiser), bis es am 4. April 1941 vom deutschen Hilfskreuzer Thor versenkt wurde. 75 Menschen kamen dabei ums Leben.

## Das Schiff
Das 13.245 BRT große Dampfschiff Voltaire wurde im nordirischen Belfast auf der Werft Workman, Clark & Co. Ltd. gebaut und lief am 14. August 1923 vom Stapel. Die Voltaire, das zweite Schiff der Reederei mit diesem Namen, wurde für den Transport von Passagieren, Fracht und Post von Liverpool über New York in verschiedene südamerikanische Länder wie Brasilien, Argentinien und Uruguay gebaut.
Sitz der Reederei war London, aber der Heimathafen ihrer Schiffe war Liverpool. Die Voltaire war das Schwesterschiff der bereits 1921 in Dienst gestellten, 13.233 BRT großen Vandyck (II). Die beiden Dampfer wurden in Auftrag gegeben, um Schiffsverluste aus dem Ersten Weltkrieg auszugleichen, darunter die erste Voltaire (8.406 BRT), die 1916 von dem deutschen Hilfskreuzer Möve versenkt worden war.
Das Schiff hatte einen Schornstein, zwei Masten und zwei Propeller und wurde von Dampfturbinen angetrieben, die eine Höchstgeschwindigkeit von 14 Knoten ermöglichten. Der aus Stahl gebaute Rumpf der Voltaire war 155,6 Meter lang und 19,6 Meter breit. Die Passagierkapazität lag bei 300 Passagieren in der Ersten, 150 in der Zweiten und 230 in der Dritten Klasse. Die Unterkünfte der Ersten Klasse waren in Ein-, Zwei- und Dreibettkabinen aufgeteilt, wobei es einige Kabinen mit einem eigenen Badezimmer gab.
Nach dem Untergang des Passagierschiffs Vestris im Jahr 1928 und dem New Yorker Börsencrash 1929 stellte Lamport & Holt ihren Dienst vorübergehend ein. Die Voltaire wurde daraufhin auf dem Fluss Blackwater in Essex aufgelegt. Nachdem die Reederei Anfang der 1930er Jahre ihren Betrieb wieder aufnahm, wurde die Voltaire weiß gestrichen und ab dem Frühjahr 1932 für Kreuzfahrten von England ins Mittelmeer, zur Ostsee, nach Westafrika, zu den Westindischen Inseln und zu den Fjorden Norwegens genutzt. Sie erwies sich dabei als sehr populär bei den Passagieren.

## Im Zweiten Weltkrieg
Im Juni 1939 führte die Voltaire eine Truppenfahrt nach Bombay durch und wurde anschließend nach Scapa Flow geschickt, um als Wohnschiff für die Besatzungen der Royal Oak und der Iron Duke zu dienen. Als die Royal Oak am 14. Oktober 1939 in Scapa Flow vom deutschen U-Boot U 47 versenkt wurde, wurden die Überlebenden an Bord der Voltaire genommen. Die Iron Duke wurde ebenfalls beschädigt und musste auf Grund gesetzt werden. Während der Reparaturen diente die Voltaire als Iron Duke II vorübergehend als ihr Ersatz.
Am 27. Oktober 1939 wurde die Voltaire von der britischen Admiralität für den Dienst als Hilfskreuzer angefordert. Die entsprechenden Umbaumaßnahmen wurden bei Swan Hunter in Newcastle vorgenommen und am 4. Januar 1940 abgeschlossen. Das Schiff wurde mit acht 152-mm-Kanonen und zwei 76-mm-Kanonen ausgestattet, die zuvor auf der 1932 abgewrackten Tiger montiert gewesen waren. Auf Nachfrage von Lamport & Holt durften die meisten zivilen Offiziere ihre Posten auf dem Schiff behalten.
Von Januar bis April war sie unter dem Kommando von Kapitän Claude Lindsay Bate Teil der Mittelmeerflotte, anschließend bei der Halifax Escort Force, der Bermuda and Halifax Escort Force und ab April 1941 gehörte sie zur South Atlantic Station.

## Versenkung
Am 4. April 1941 befand sich die Voltaire unter dem Kommando von Kapitän James Alexander Pollard Blackburn, DSC, RN aus Freetown kommend allein auf einer Patrouillenfahrt im Zentralatlantik, etwa 900 Seemeilen westlich der Kapverdischen Inseln. Gegen 06:15 Uhr wurde das Schiff von der Besatzung des deutschen Handelsstörers Thor gesichtet, der sich unter dem Kommando von Korvettenkapitän Otto Kähler auf seiner ersten Fahrt befand.
Gegen 06:45 Uhr eröffneten beide Seiten das Feuer aufeinander. Nach nur wenigen Minuten stand die Voltaire in Flammen. Nach einer halben Stunde funktionierten nur noch zwei der zehn Kanonen an Bord und gegen 8 Uhr hisste sie die weiße Flagge. Kurz danach sank das Schiff mit schwerer Schlagseite nach Backbord (Position 14° 30′ N, 40° 30′ W). Von den 273 Menschen an Bord kamen 75 ums Leben. Unter den Überlebenden befand sich der kanadische Neurologe Charles Miller Fisher. Die Überlebenden wurden an Bord der Thor genommen und verbrachten den Rest des Kriegs in Kriegsgefangenschaft.